# 亞瑟冰川
77°3′S 145°15′W / 77.050°S 145.250°W
亞瑟冰川（英語：Arthur Glacier）是南極洲的冰川，位於瑪麗伯德地的福特山脈地區，全長50公里，最終注入蘇茲貝格灣，在1940年由美國探險隊發現，該冰川以美國海軍少將命名。